# チェコ語
チェコ語（チェコご、čeština, český jazyk）は、スロバキア語やポーランド語、カシューブ語（ポメラニア語）、ソルブ語（ソラビア語、ヴェンド語とも）などと共に、西スラヴ語の一つである。チェコ共和国の人口（約1030万人、2007年3月現在）の9割以上を占めるチェコ人と、周辺国やアメリカ合衆国、カナダ等にコミュニティを作るチェコ系住民に話されている言語である。チェコ共和国の国内外合わせて約1200万人の話者が存在する。

## 概要
スロバキア語とは非常に近い（方言ほどの違いしかないが、チェコスロバキア時代から別の言語として扱われていた）関係にあり、大抵の場合互いに会話が可能である。しかしスロバキア人が子供の頃からチェコのテレビ番組や書籍を通してチェコ語に慣れ親しむのに対し、チェコの子供たちがスロバキア語に触れる機会はそう多くない。そのためスロバキア人のチェコ語の理解度とチェコ人のスロバキア語の理解度にはある程度の差が存在する。
周囲の言語の話者との意思疎通について、言語学者の千野栄一は次のように述べている。
もし仮にチェコ人がいてチェコ語で話したとすると、ごく大雑把にいって、スロバキア人とは九十五％、ポーランド人となら七〇％、クロアチア人となら六〇％、セルビア人となら五〇％、ブルガリア人とは四〇％ぐらい理解し合える関係にある。ルーマニア人、アルバニア人とは全く理解し合えず、同じインドヨーロッパ語族に属する言語であるということは、学者の指摘によって分かるだけである。もちろん語族の違うハンガリー人とは全く理解し合えない。—千野栄一、『言語学の開かれた扉』p.203、三省堂、1994年
その複雑さから、チェコ語は習得の困難な言語と言われることが多い。その複雑さは形態論の豊富さ（200以上の語形を持ちうる語もある）や非常に自由な語順（節内の全ての組み合わせが許されることもある）のためである。これらの特徴はロシア語を始めとするスラヴ語に共通して見られる特徴である。
チェコ語の音韻論も多くの外国語話者にとって非常に難しいものであろう。例えば、zmrzl, ztvrdl, scvrnkl, čtvrthrst のように母音を持たないように見える語もある。しかし、子音である l や r が自鳴音として機能し、母音の役割を担っているのである。似たような現象はサンスクリットにも見られる。英語でも l, m, n が特に語末で、音節の核を成す。これらを「成音節子音」という。Strč prst skrz krk のように、母音をひとつも持たない文も存在し得る。チェコ語に独特であると言われ、外国人が発音するのが極めて困難な音素である子音 ř も特徴の一つである（この音はスロバキア語など他のスラヴ語にはない。また、この ř の音は、チェコにおいても子供達がなかなか習得出来ない音でもあり、現地の小学校では、この音を発音出来ない子供達にそれを習得させるためだけの特別の授業が行われている）。

## 分類

インド・ヨーロッパ語族バルト・スラヴ語派に含まれる言語の系統樹。チェコ語とスロバキア語は「チェコ・スロバキア諸語」として纏められている。

チェコ語はインド・ヨーロッパ語族スラヴ語派西スラヴ語群に属する。西スラヴ語群は中央ヨーロッパで話されており、ポーランド語、シレジア語、カシューブ語、高地ソルブ語、低地ソルブ語、そしてスロバキア語が含まれる。特にスロバキア語はチェコ語に最も近い言語であり、続いてポーランド語・シレジア語が近い。
西スラヴ語群の他の言語と異なり、チェコ語は「硬い」子音と「柔らかい」子音をより明確に区別する（音韻論の節を参照）。

## 歴史

### 古チェコ語（中世チェコ語）

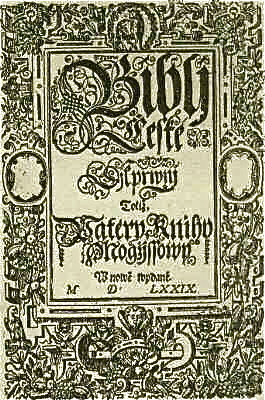
『クラリツェ聖書』第1巻（1579年）。旧・新約聖書の原語（ヘブライ語・ギリシャ語）からチェコ語への初めての翻訳。

主に16世紀以前のチェコ語を「古チェコ語」と呼び、中世盛期の最古の記録も「初期古チェコ」に分類されるが、「中世チェコ」という言葉も使われることがある。当時の書き言葉は、当初はグラゴル文字で書かれた古代教会スラヴ語、後にラテン文字で書かれたラテン語が用いられていた。
7世紀頃、中央ヨーロッパまで移住してきたスラヴ人がフランク王国の東縁に定住した。9世紀には西スラブ人の王国であるモラヴィア王国が形成された。9〜10世紀にはボヘミアのキリスト教化が行われた。西スラヴ語群内のチェコ・スロバキア語群の多様化はこの頃から始まり、特に第1音節へ強勢が固定され、有声軟口蓋摩擦音（/ɣ/）が使用されるようになった。
チェコ語（当時はボヘミア語）は、12世紀から13世紀にかけて、用語集や短いメモに初めて記録された。チェコ語で書かれた文学作品は13世紀後半から14世紀前半に現れ、行政文書も14世紀後半に初めて登場した。チェコ語への初めての聖書完全翻訳であるレスコヴェツ＝ドレスデン聖書もこの時代に書かれたものである。またこの頃、詩や料理書といった古チェコ語の文書が大学以外でも書かれるようになった。
15世紀初頭には、ボヘミア宗教改革の風潮の中で文学的な方面の動きが広がった。ボヘミアの神学者・宗教改革者ヤン・フスは、チェコ庶民の、特に宗教分野における識字率向上を提唱し、チェコ語の話し言葉をベースにした書き言葉の整備に早期から努め、チェコ語正書法の標準化に大きく貢献した。

### 近世チェコ語
15世紀以前は、標準語としてチェコ語とスロバキア語を区別するものは存在しなかった。16世紀になると、スロバキアのルター派プロテスタントがチェコ語の正書法を用い始めた一方で、カトリック、特にスロバキアのイエズス会が西スロバキア方言を基にしたスロバキア語正書法を用い始めるという信仰上の分裂を示し、これによってチェコ語とスロバキア語が明確に区別されるようになった。
1579年から1593年にかけて翻訳、出版されたクラリツェ聖書（聖書の原語からのチェコ語初の完全翻訳）は、チェコ語標準語のモデルとして使用されたため、その後数世紀にわたりチェコ語の標準化にとって非常に重要なものとなった。
1615年、ボヘミア議会はチェコ語をボヘミア王国の唯一の公用語とすることを宣言しようとした。しかし、1620年にボヘミア反乱でプロテスタント貴族がハプスブルク家に敗れたため、プロテスタントの知識人は国外に出なければならなかった。三十年戦争の影響もあり、この移住によりチェコ語の普及に悪影響が及んだ。1627年にチェコ語とドイツ語がボヘミア王国の公用語となり、18世紀にはボヘミアとモラヴィアにおいて、特に上流階級の間ではドイツ語が支配的となった。

### 現代チェコ語

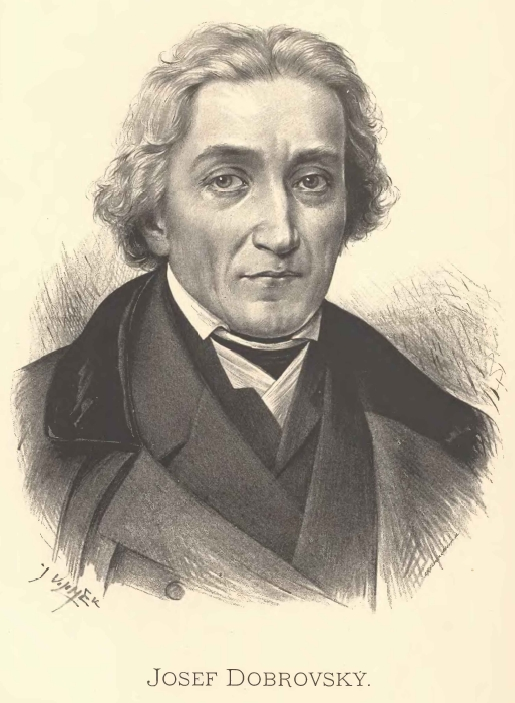
ヨゼフ・ドブロフスキー。彼の著書は書き言葉としてのチェコ語復権に重要な役割を果たした。

現代標準チェコ語は18世紀のチェコ語標準化活動に由来する 。 この時期までに文学的伝統の積み重ねが済み、それ以降はほとんど変化しなくなった。当時の雑誌のチェコ語は現代の標準チェコ語と実質的な違いがなく、現代のチェコ人にとっては殆ど理解可能である。また、スロバキア語には音素 /l/ と /ʎ/ の区別が残存しているが、チェコ語では18世紀より前の段階でこれら音素を区別しなくなった。
18世紀半ばに民族復興運動が始まると、チェコの歴史家は過去の対抗宗教改革（ハプスブルク家の再カトリック化により、チェコ語や他の非ラテン語が否定された）に反発し、15世紀から17世紀にかけての国民の功績を強調し始めた。 また、チェコの文献学者たちは16世紀のテキストを研究し、チェコ語のハイカルチャーへの復帰を提唱した。 この時期はチェコ民族復興運動（またはルネサンス）として知られている。
民族復興期の1809年には、チェコの文献学者・歴史家のヨゼフ・ドブロフスキーが『ボヘミア語の包括的教義（Ausführliches Lehrgebäude der böhmischen Sprache）』と題して古チェコ語文法の研究をドイツ語で発表した。ドブロフスキー自身は、自身の著書を記述的なものとするつもりで発表しており、チェコ語が主要言語として復権する可能性は現実的にはないと考えていた。しかし、ヨゼフ・ユングマンや他の復興運動家はドブロフスキーの著書を用いてチェコ語の復興を提唱した。 この間の変化としては、綴字改革（特に、かつての⟨j⟩の代わりに⟨í⟩、⟨g⟩の代わりに⟨j⟩を使用）、不定詞の動詞の最後に⟨ti⟩ではなく⟨t⟩を使用、名詞の非大文字化（ドイツ語からの遅い時期の借用）などが含まれた 。 これらの変化によりチェコ語はスロバキア語から分化した。保守的な復興主義者がナショナリズムによって動機づけられていたのか、それとも現代の話し言葉であるチェコ語を正式に広く使用するには適さないと考えたのかについては、現代の学者の間で見解が分かれている。
後に、歴史的な活用の変化形は後に簡略化され、いくつかの固有名詞を無変化にするなど、広く使用されている方言である共通チェコ語の多くの特徴を標準チェコ語に取り入れた。その結果、チェコ語の各方言同士の均質性が比較的高水準に実現した。

## 話者分布

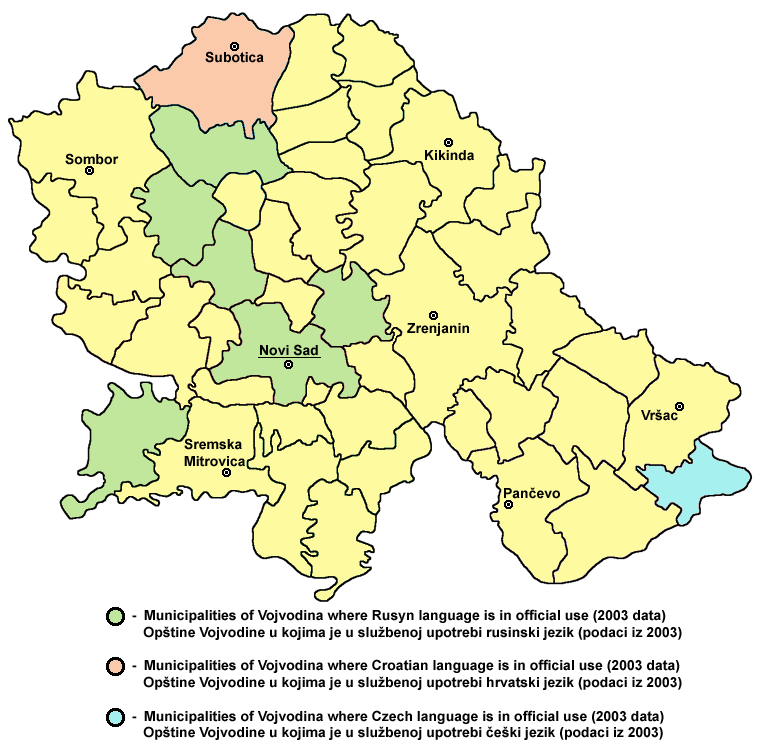
セルビア共和国ヴォイヴォディナ自治州におけるチェコ語の使用地域（水色）

チェコ共和国の約1000万人の住民にチェコ語が話されている。2012年1月から3月に実施されたユーロバロメーター調査によれば、チェコ国民の98%が第一言語をチェコ語としており、欧州連合内ではギリシャ、ハンガリー（共に99%）に次いで3番目に高い人口比を誇る。
チェコは2004年から欧州連合に加盟したが、チェコの公用語として、チェコ語はEUの公用語の一つでもある。2012年のユーロバロメーター調査では、スロバキアで最も頻繁に使用されている外国語はチェコ語であった。経済学者のジョナサン・ヴァン・パリスが、2012年の「欧州言語の日」に向けてヨーロッパの言語についてデータを収集したところ、チェコ語を多く使用する上位5カ国は、チェコ（98.77%）、スロバキア（24.86%）、ポルトガル（1.93%）、ポーランド（0.98%）、ドイツ（0.47%）であった。
スロバキアのチェコ語話者は主に都市部に在住している。スロバキア国内ではチェコ語は少数言語として認められており、チェコ語のみを話すスロバキア国民は、チェコのスロバキア語話者と同様に、自身の言語で政府とコミュニケーションをとることが許されている。

## 方言
チェコ語には方言(nářečí)があり、主に4種類に大別される。そのうちチェコの領土の大多数を占める1グループは、下位分類が4つある。
1 - Česká skupina (ボヘミア地方)
- 1a - severovýchodočeská (チェコ北東部)
- 1b - středočeská (チェコ中部)
- 1c - jihozápadočeská (チェコ南西部)
- 1d - českomoravská (モラヴィア地方)

2 - Středomoravská skupina (中央モラヴィア地方)
3 - Východomoravská skupina (東モラヴィア地方)
4 - Slezská skupina (Silesian地方)
また、プルゼンなどのドイツに近い地方では、その影響が残った方言を話す。

## 音韻論
チェコ語の母音は、短母音 /a/, /ɛ/, /ɪ/, /o/, /u/ とそれに対応する長母音 /aː/, /ɛː/, /iː/, /oː/, /uː/ の計10個である。 また二重母音 /ou̯/, /au̯/, /ɛu̯/ の3つがある。 このうち /au̯/, /ɛu̯/ は、auto「車」、euro「ユーロ」のように語中にのみ現れる。
チェコ語の正書法において、母音は以下のように表記される。
- 短母音： a, e/ě, i/y, o, u
- 長母音： á, é, í/ý, ó, ú/ů
- 二重母音： ou, au, eu

⟨ě⟩ は前に置かれた子音を口蓋化する働きがあり、例えば něco は n が口蓋化され /ɲɛt͡so/ と発音される。唇音の後では /jɛ/ （例：běs /bjɛs/）のように発音されるが、⟨mě⟩ は /mɲɛ/ と発音される（例：měkký /mɲɛkiː/）。
チェコ語の子音は、硬子音、中性子音、軟子音に分類される。
- 硬子音: /d/, /ɡ/, /ɦ/, /k/, /n/, /r/, /t/, /x/
- 中性子音: /b/, /f/, /l/, /m/, /p/, /s/, /v/, /z/
- 軟子音: /c/, /ɟ/, /j/, /ɲ/, /r̝/, /ʃ/, /t͡s/, /t͡ʃ/, /ʒ/

チェコ語の母音四角形

/r/, /l/, /m/ といった子音は音節核として一音節を構成することがある。 チェコ語の早口言葉である Strč prst skrz krk「指を喉に突っ込め」は子音のみで文が構成されていることで有名である。
| 子音 \| \| \| 唇音 \| 歯茎音 \| 後部歯茎音 \| 硬口蓋音 \| 軟口蓋音 \| 声門音 \| \| -------- \| ------ \| ---- \| ------ \| ---------- \| -------- \| -------- \| ------ \| \| 鼻音 \| 鼻音 \| m \| n \| \| ɲ \| \| \| \| 破裂音 \| 無声音 \| p \| t \| \| c \| k \| \| \| 破裂音 \| 有声音 \| b \| d \| \| ɟ \| (ɡ) \| \| \| 破擦音 \| 無声音 \| \| t͡s \| t͡ʃ \| \| \| \| \| 破擦音 \| 有声音 \| \| (d͡z) \| (d͡ʒ) \| \| \| \| \| 摩擦音 \| 無声音 \| (f) \| s \| ʃ \| \| x \| \| \| 摩擦音 \| 有声音 \| v \| z \| ʒ \| \| \| ɦ \| \| はじき音 \| 通常音 \| \| r \| \| \| \| \| \| はじき音 \| 摩擦音 \| \| r̝ \| \| \| \| \| \| 接近音 \| 接近音 \| \| l \| \| j \| \| \| | 母音   |      |        |            |          |          |        |
| |        | 唇音 | 歯茎音 | 後部歯茎音 | 硬口蓋音 | 軟口蓋音 | 声門音 |
| 鼻音 | 鼻音   | m    | n      |            | ɲ        |          |        |
| 破裂音 | 無声音 | p    | t      |            | c        | k        |        |
| 破裂音 | 有声音 | b    | d      |            | ɟ        | (ɡ)      |        |
| 破擦音 | 無声音 |      | t͡s     | t͡ʃ         |          |          |        |
| 破擦音 | 有声音 |      | (d͡z)   | (d͡ʒ)       |          |          |        |
| 摩擦音 | 無声音 | (f)  | s      | ʃ          |          | x        |        |
| 摩擦音 | 有声音 | v    | z      | ʒ          |          |          | ɦ      |
| はじき音 | 通常音 |      | r      |            |          |          |        |
| はじき音 | 摩擦音 |      | r̝      |            |          |          |        |
| 接近音 | 接近音 |      | l      |            | j        |          |        |

### 強勢
チェコ語のアクセントは概して習得が容易だと言われている。その理由は、以下に述べるような規則性があり、類推が可能だからである。チェコ語の単語は通常、第一音節に第一強弱アクセントが置かれる。3音節以上の単語では、各奇数番目の音節に第二強勢がかかる。ロシア語などの他のスラヴ語とは違い、アクセントの有無と母音の長短は関係がない。長母音にアクセントが置かれない場合も、短母音にアクセントが置かれる場合も存在する。アクセントが置かれていない母音が曖昧母音などに弱化することはない。名詞に単音節の前置詞が先行する場合、アクセントは一般的に前置詞に移る（例：do Prahy「プラハへ」）。

## 形態論

### 品詞
- 名詞 (podstatné jméno)
- 形容詞 (přídavné jméno)
- 代名詞 (zájmeno)
- 数詞 (číslovka)
- 動詞 (sloveso) ⇒ 詳細はチェコ語の動詞を参照
- 副詞 (příslovce)
- 前置詞 (předložka)
- 接続詞 (spojka)
- 不変化詞 (částice)
- 間投詞 (citoslovce)

名詞、形容詞、代名詞、数詞は曲用を持ち、動詞は活用を持つ。他の品詞は語形変化がない（副詞は例外的に比較級の形成がある）。

### 名詞の曲用
チェコ語の格は主格（1格）、生格（属格・2格）、与格（3格）、対格（4格）、呼格（5格）、前置格（6格）、造格（具格・7格）の7つである。数は単数、複数があり、身体を表す語など一部に双数（両数）が残っている。性は男性活動体と同不活動体、女性と中性がある。呼格は呼びかけに使用されるが、堅い言い回しでなければ、呼格の代わりに主格で呼びかけることもある。
| 番号 | 基数名称 (チェコ語) | 名称 (チェコ語) | 格     | 主な使用法                                           |
| ---- | ------------------- | --------------- | ------ | ---------------------------------------------------- |
| 1格  | první pád           | nominativ       | 主格   | 主語                                                 |
| 2格  | druhý pád           | genitiv         | 生格   | 名詞の修飾、所有、動作・時間・場所に関する前置詞の後 |
| 3格  | třetí pád           | dativ           | 与格   | 間接目的語、動作に関する前置詞の後                   |
| 4格  | čtvrtý pád          | akuzativ        | 対格   | 直接目的語、動作・時間に関する前置詞の後             |
| 5格  | pátý pád            | vokativ         | 呼格   | 呼びかけ                                             |
| 6格  | šestý pád           | lokál           | 前置格 | 場所・時間・話題に関する前置詞の後                   |
| 7格  | sedmý pád           | instrumentál    | 造格   | 受動動作主、道具、場所に関する前置詞の後             |

### 動詞の活用
チェコ語の動詞は、主語に応じて人称（一人称、二人称、三人称）、数（単数、複数）が活用し、分詞（過去形を含む）を伴う構文では性が主語と一致する。また、時制（過去、現在、未来）と法（直説法、命令法、条件法）でも活用する。例えば、動詞 mluvit 「話す」は活用語尾 -íme を用いて一人称現在複数形 mluvíme「我々は話す」に活用する。チェコ語の動詞は不定形が辞書形として扱われ、語尾は -t （古くは -ti または -ci ）で終わる。また、不定形は助動詞の後に続く形でもある（例：můžu tě slyšet「あなたの声が聞こえる」）。
動詞の過去時制は、být（be動詞に当たる：3人称では省略）の現在変化にl（エル）分詞（語尾が -l で終わり、ロシア語の動詞過去形に当たる）をつけて表す。

#### 動詞の変化形
多くのチェコ語の動詞変化は五つの型のいずれかに分類ができる。ただし、býtの未来形は語尾からI型動詞に分類される。以下の表はI型からV型動詞の現在形の活用例と、不規則動詞の活用例である。
|            | I型    | II型     | III型    | IV型   | V型    |
| ---------- | ------ | -------- | -------- | ------ | ------ |
| 意味       | 運ぶ   | 印刷する | 彷徨う   | 苦しむ | する   |
| 不定形     | nést   | tisknout | putovat  | trpět  | dělat  |
| 一人称単数 | nesu   | tisknu   | putuji   | trpím  | dělám  |
| 二人称単数 | neseš  | tiskneš  | putuješ  | trpíš  | děláš  |
| 三人称単数 | nese   | tiskne   | putuje   | trpí   | dělá   |
| 一人称複数 | neseme | tiskneme | putujeme | trpíme | děláme |
| 二人称複数 | nesete | tisknete | putujete | trpíte | děláte |
| 三人称複数 | nesou  | tisknou  | putují   | trpí   | dělají |

| 意味       | ～である | 欲する | 食べる | 知っている |
| 不定形     | být      | chtít  | jíst   | vědět      |
| 一人称単数 | jsem     | chci   | jím    | vím        |
| 二人称単数 | jsi      | chceš  | jíš    | víš        |
| 三人称単数 | je       | chce   | jí     | ví         |
| 一人称複数 | jsme     | chceme | jíme   | víme       |
| 二人称複数 | jste     | chcete | jíte   | víte       |
| 三人称複数 | jsou     | chtějí | jedí   | vědí       |

### 語順
語順は být 動詞が原則的に「二番目」に置かれる点を除いて自由であるが、強調する語を文頭または文末に置く。

## 基本表現
- Dobré ráno! おはようございます。
- Dobrý den! こんにちは。
- Dobrý večer! こんばんは。
- Ahoj! やあ！
- Dobrou noc! おやすみなさい。
- Děkuju. Děkuji. ありがとう。
- Není zač. どういたしまして。
- Na shledanou. さようなら。
- Jsem Japonec./Jsem Japonka. 私は日本人（男/女）です。
- Jsem z Japonska. 日本から来ました。
- Rád vás poznávám. はじめまして。(話者が女性ならRádaとなる)
- Mám rád ... 私は … が好きです。
- Jmenuji se ... 私は … という名前です。
- Blahopřeji おめでとう。
- hezký víkend よい週末を。